# صباح الخير يا أمريكا
صباح الخير يا أمريكا هو برنامج تلفزيوني أمريكي حواري يتضمن أخبار صباحية ويعد من أشهر البرامج الأمريكية. يذاع البرنامج من قبل هيئة الإذاعة الأمريكية أي بي سي. بث لأول مره في 3 نوفمبر لعام 1975.والبرنامج يتضمن حوار وأخبار وقصص مثيره للاهتمام وعن أحوال الطقس.يبث من مدينة نيويورك من استديوهات التايمز سكوير.البرنامج من تقديم روبن روبرتس وجورج ستيفانوبولوس [الإنجليزية] وآخرون.البرنامج حائز على 3 جوائز ايمي.

## معرض صور

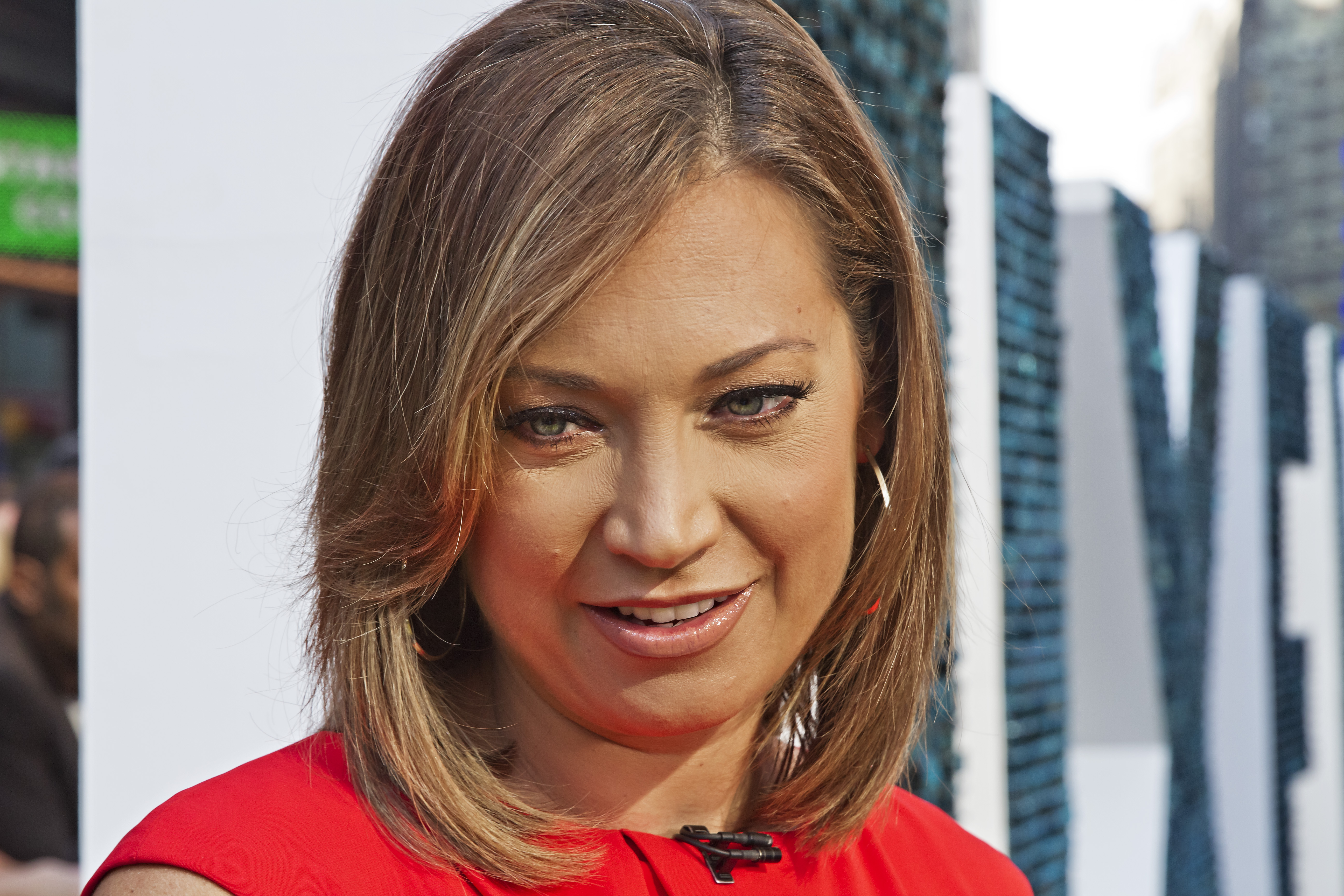
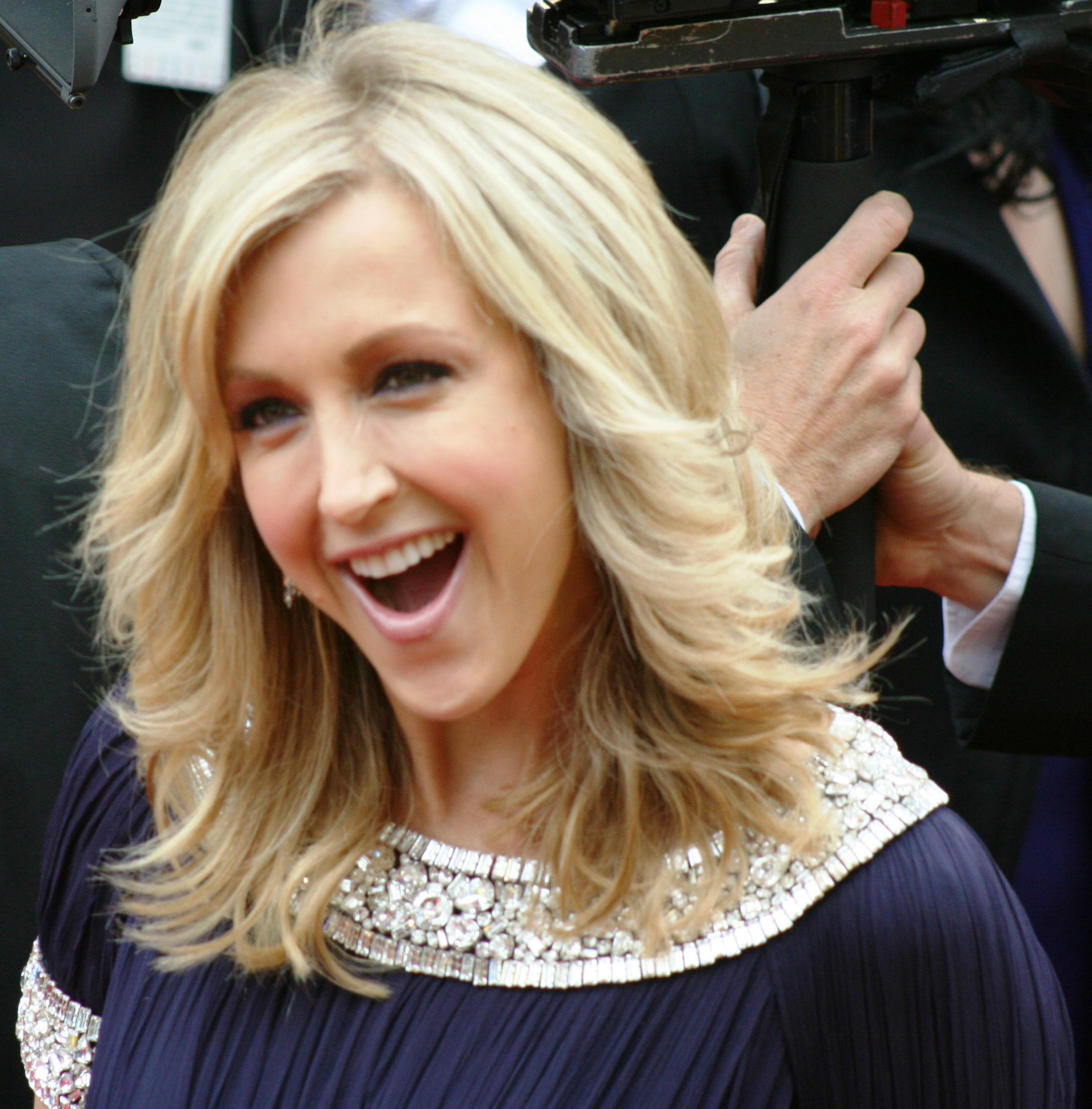
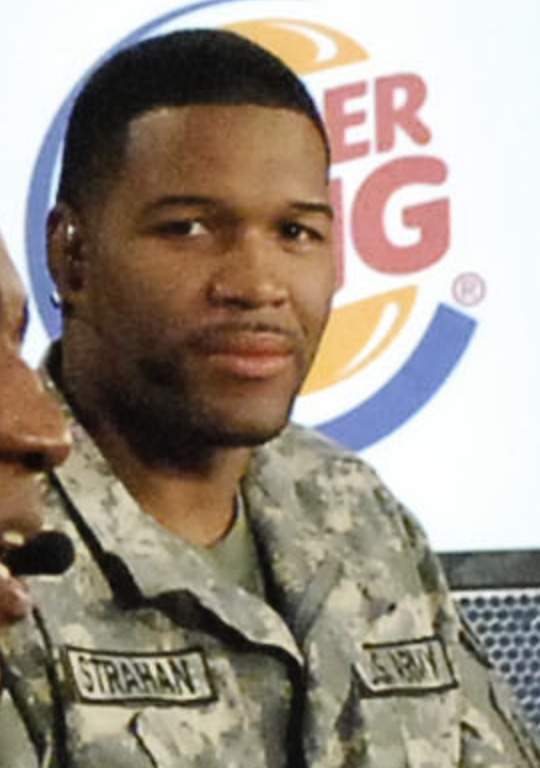
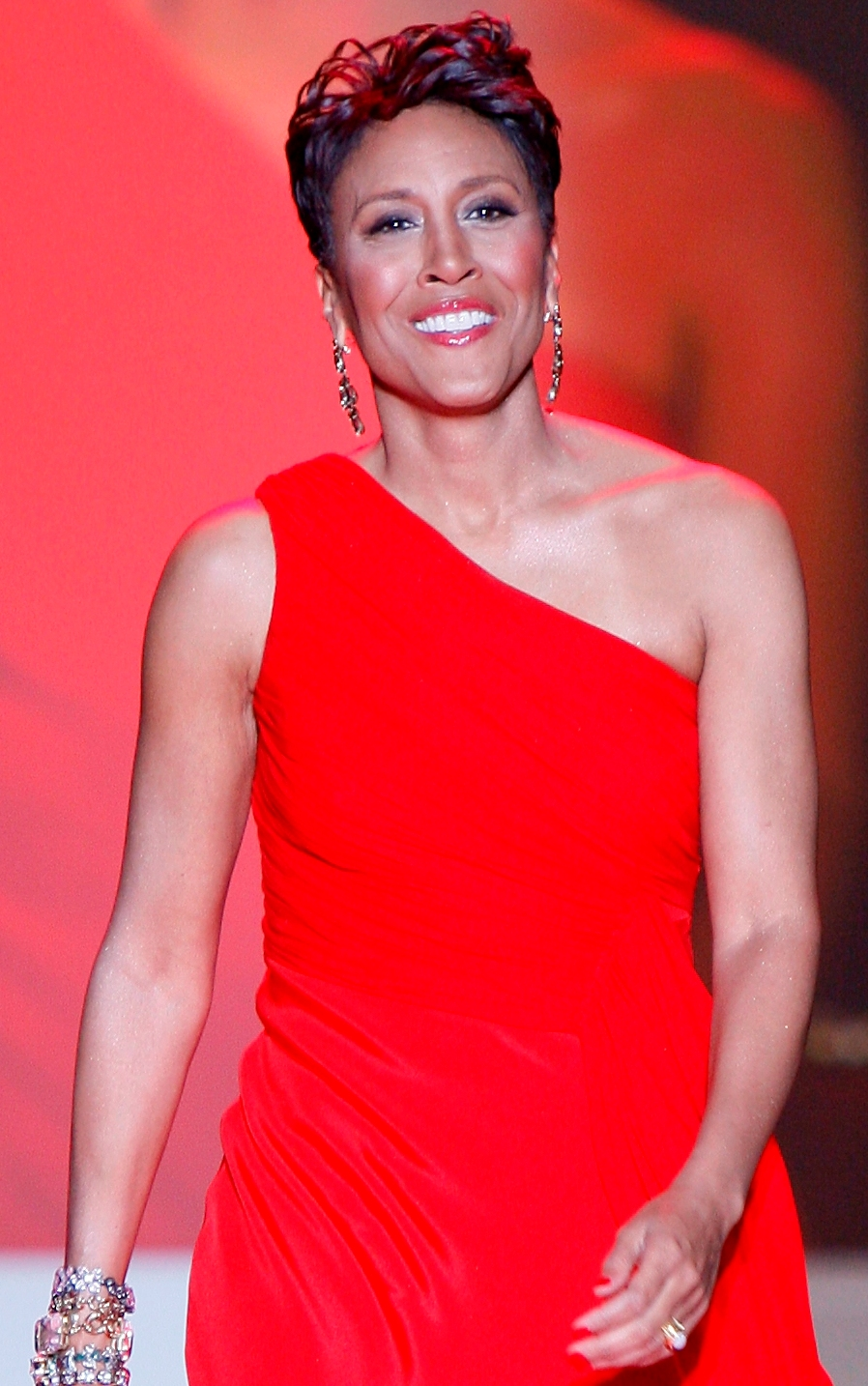
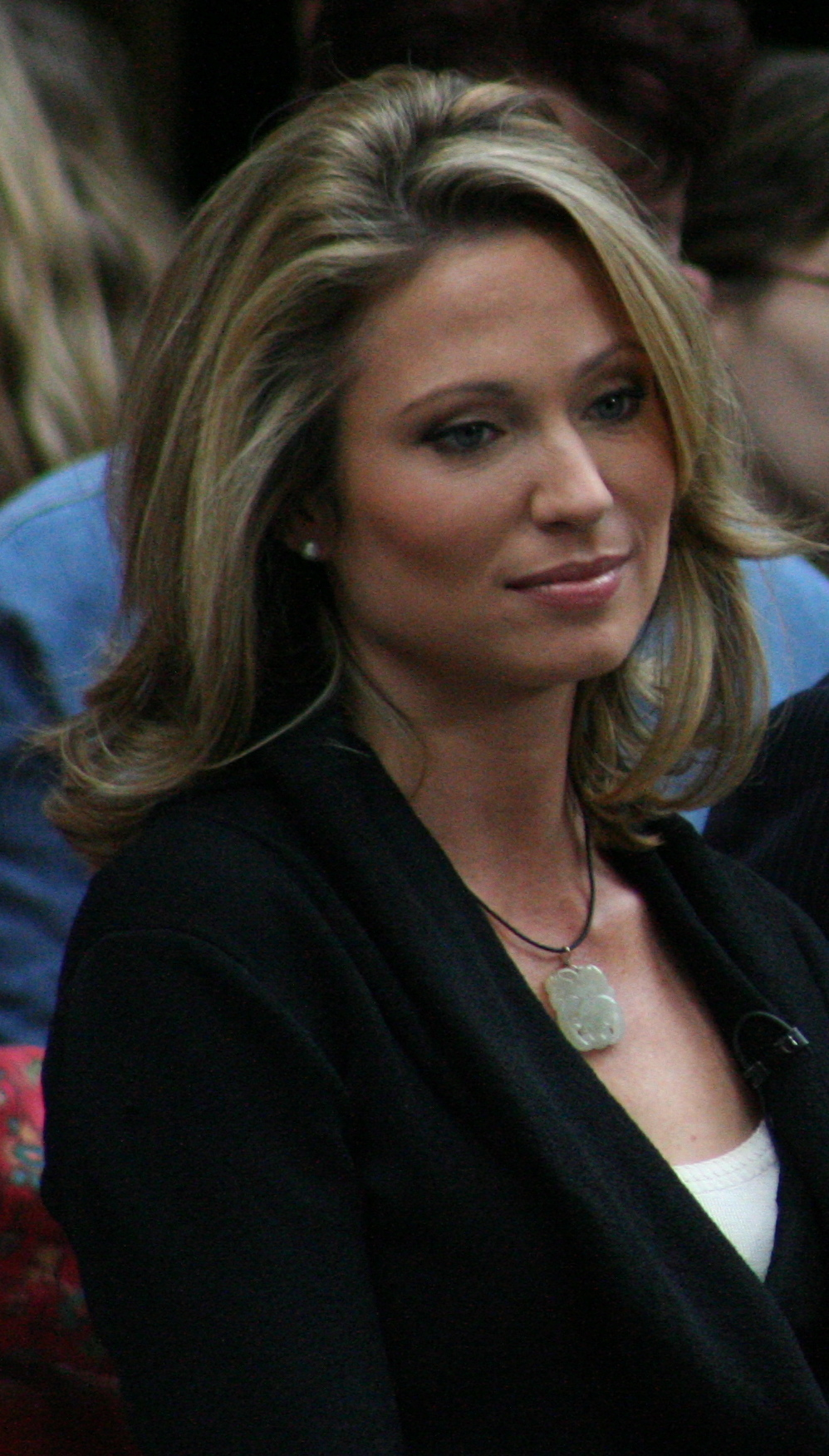
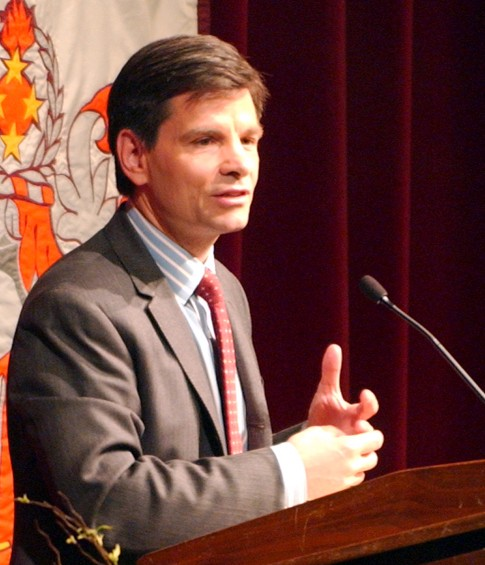

## روابط خارجية
- صباح الخير يا أمريكا على موقع IMDb (الإنجليزية)
- صباح الخير يا أمريكا على موقع ميتاكريتيك (الإنجليزية)
- صباح الخير يا أمريكا على موقع الموسوعة البريطانية (الإنجليزية)
- صباح الخير يا أمريكا على موقع كينوبويسك (الروسية)
- صباح الخير يا أمريكا على موقع ميوزك برينز (الإنجليزية)
- صباح الخير يا أمريكا على موقع قاعدة بيانات الفيلم (الإنجليزية)